# Акрамово
Акра́мово (чув. Шурча) — деревня Моргаушского района Чувашской Республики Российской Федерации. Входит в состав Ярабайкасинского сельского поселения.

## История
Население деревни до 1724 года составляли ясачные, а позднее государственные крестьяне, занимавшиеся земледелием, животноводством, рыболовством, рогожно-кулеткацким, кузнечным и отхожими промыслами. С 1749 года в Акрамово действовал храм Успения Пресвятой Богородицы. С 1840 года селение являлось центром Акрамовской волости Козьмодемьянского уезда Казанской губернии.
В 1842 году деревня стала одним из центров Акрамовского восстания, которое явилось следствием насильственного введения общественных запашек на участках надельных земель. Это было явным умалением прав нерусских крестьян. Восстание охватило Козьмодемьянский, Свияжский, Спасский, Цивильский, Чебоксарский, Ядринский уезды Казанской губернии и Буинский уезд Симбирской губернии. Участвовало до 12 тысяч человек. В ходе восстания произошли столкновения с правительственными войсками около деревни Муньял и села Акрамово Казанской губернии. Было жестоко подавлено.
В 1844 при церкви в Акрамово открыто одноклассное мужское училище, в 1870 – женское, в 1897 – библиотека-читальня. В 1930 году образован колхоз «Акрамово». В 1936 году закрыта церковь.

## Население
| 1858 | 1906 | 1926 | 1939 | 1979 | 2002 | 2010 | 2012 |
| ---- | ---- | ---- | ---- | ---- | ---- | ---- | ---- |
| 330  | 460  | 485  | 483  | 301  | 279  | 268  | 288  |

## Населённый пункт в культуре
Деревня упоминается в романе чувашского писателя Ф. Е. Афанасьева «Тенета» (чув. «Таната»).

## Известные уроженцы
- Аханщиков Иринарх Владимирович (1884—1956) — русский советский педагог. Заведующий, педагог начальной школы № 2 г. Козьмодемьянска (ныне Марий Эл) (1918—1937, 1941—1952). Заслуженный учитель школы РСФСР (1951). Кавалер ордена Ленина (1949).